# بنت میدینگ
بنت میدینگ (دانمارکی: Bent Mejding؛ ۱۴ ژانویهٔ ۱۹۳۷ – ۱۲ نوامبر ۲۰۲۴) بازیگر و کارگردان تئاتر اهل کشور دانمارک بود. وی از سال ۱۹۵۷ میلادی تا پایان عمر مشغول فعالیت بوده‌است.

## گزیدهٔ نقش‌آفرینی‌ها
- یک رابطه سلطنتی (۲۰۱۲)
- طوفان (۲۰۰۹)
- جنایت (۲۰۰۷)
- برادران (۲۰۰۴)
- زبان ایتالیایی برای مبتدی‌ها (۲۰۰۰)
- نورهای سوسوزننده (۲۰۰۰)